# کوجی تاکاهاشی
کوجی تاکاهاشی (به ژاپنی: 高橋幸治 Takahashi Kōji) (تولد ۱۰ ژوئن ۱۹۳۵ توکاماچی، نیگاتا) یک هنرپیشه اهل ژاپن است. از نقش‌های اصلی او می‌توان به ایفای نقش اودا نوبوناگا در سومین مجموعه تلویزیونی تایگا؛ تایکوکی در سال ۱۹۶۵ اشاره کرد.